# Antoon Fimmers
Antoine Marie Laurent Fimmers (Antwerpen, 10 augustus 1912 - Bree, 29 juni 1974) was een Belgisch politicus voor de CVP.

## Levensloop
Fimmers was een zoon van Joseph Fimmers en Maria Bloquaux. Hij trouwde in 1942 met Anna Olijslager. Hij volbracht zijn middelbare studies aan het Sint-Jozefscollege te Turnhout en promoveerde in 1936 tot doctor in de rechten aan de Katholieke Universiteit Leuven. Hij was actief bij het in 1937 opgerichte Jeugdfront, een politieke jongerenorganisatie, aanleunend bij de Katholieke Vlaamse Volkspartij (KVV).
Hij vestigde zich als advocaat in Antwerpen en werd lid en in 1948-49 voorzitter van de Vlaamse Conferentie van de Antwerpse balie. Hij verdedigde na de Tweede Wereldoorlog verschillende collaborateurs, onder wie Jef Van de Wiele. Dit leerde hem beter een aantal toestanden kennen en, zonder de collaboratie goed te keuren, was hij voorstander van vervolgingen en veroordelingen die konden leiden tot een spoedige heropname in de samenleving.
Hij speelde, samen met zijn broer Vincent Fimmers (1911-2003), een belangrijke rol bij de ontwikkeling van de christelijke middenstandsbeweging in het arrondissement Antwerpen na de Tweede Wereldoorlog. Vincent Fimmers was accountant in Ekeren, bestuurslid van NCMV op lokaal en regionaal niveau, gemeenteraadslid in Ekeren en tevens van 1954 tot 1965 provincieraadslid (1954-1965). 
Antoon zetelde vanaf 1945 in het bestuur van De Middenstand van Antwerpen, de voorloper van de NCMV-afdeling in die stad. Hij was een actief propagandist en veelgevraagd spreker op vergaderingen. Hij was als rechtskundig adviseur betrokken bij het dienstbetoon aan de leden. Hij werkte mee aan onderwijsinitiatieven voor zelfstandigen, zoals de Katholieke Avondsschool Sint-Franciscus in 1949.
In 1946 werd Antoon Fimmers voor de CVP verkozen in de Antwerpse provincieraad, waar hij bleef zetelen tot in 1949. In 1949 werd hij voor het arrondissement Antwerpen verkozen in de Kamer van volksvertegenwoordigers, waar hij bleef zetelen tot in 1965. In de Kamer legde hij zich toe op de vereenvoudiging van de fiscale wetgeving voor kleine ondernemingen, ijverde hij voor een uitbreiding van de sociale zekerheid voor zelfstandigen, voor een vestigingswet en voor een wettelijk sluitingsuur voor handelszaken. Binnen de Antwerpse middenstandsbeweging koos hij voor het NCMV en kwam in aanvaring met Jozef Clynmans, die koos voor het ACMV.
In 1965 verliet Fimmers de politiek vanwege zijn zwakke gezondheid.
Fimmers was verder ook nog:
- secretaris van de Katholieke Avondschool Sint-Franciscus in Antwerpen,
- voorzitter van de Vereniging voor katholiek beroepsonderwijs voor de middenstand in Antwerpen,
- docent handelsrecht aan het Rijksuniversitair Centrum Antwerpen,
- stichter en voorzitter van de School van de Middenstand Sint-Aloysius Antwerpen,
- leraar aan de Economische Hogeschool Sint-Aloysius in Brussel,
- erevoorzitter van het Algemeen Katholiek Vlaams Toneelverbond,
- bestuurslid van het Middenstandsinstituut voor Kultuurverspreiding en Aanvullende Beroepsopleiding in Antwerpen.

## Publicaties
- Het akkoord Rex-VNV, in: Elckerlyc, 1936
- Het handelsregister. Commentaar op de wetten van 30 mei 1924 en 9 maart 1929, op het koninklijk besluit van 10 mei 1927 en op het besluit der secretarissen-generaal van 18 October 1940 met betrekking tot het handelsregister, Antwerpen, 1940.
- Het rechterlijk akkoord of failliet-voorkomend concordaat, in: Het Juristenblad, Antwerpen, 1942.
- Beknopte handleiding bij den leergang van handelsrecht, Antwerpen, 1945.
- Thomas Morus, onze confrater. Openingsrede uitgesproken op de plechtige zitting van de Vlaamse Conferentie der Balie van Antwerpen, op zaterdag 13 december 1947, in: Rechtskundig Weekblad, Antwerpen, 1947.
- Zondagsrust en winkelsluiting voor de zelfstandige handelaars, Antwerpen, Middenstandsinstituut voor cultuurverspreiding en aanvullende beroepsopleiding, 1956.
- De middenstand: wat is hij? Wat doet hij? Hoe leeft hij?, Antwerpen, Middenstandsinstituut voor cultuurverspreiding en aanvullende beroepsopleiding, 1957.
- De structuur der Belgische staatsfinancien. De overheidsuitgaven, hun aanwending, hun financiering, hun gevolgen, hun herstel, Antwerpen, Middenstandsinstituut voor cultuurverspreiding en aanvullende beroepsopleiding, 1959.
- Een vraaggesprek over de collaboratie, de repressie en hun liquidatie, Antwerpen, 1959.
- De middenstand en de sociale wetgeving, Antwerpen, Middenstandsinstituut voor cultuurverspreiding en aanvullende beroepsopleiding, 1960.
- Wat is de middenstand?, in: Cepess-documenten, Brussel, 1965.